# 가는꼬리다람쥐
가는꼬리다람쥐(Protoxerus aubinnii)는 다람쥐과에 속하는 설치류의 일종이다. 코트디부아르와 가나, 라이베리아, 시에라리온에서 발견된다. 자연 서식지는 아열대 또는 열대 기후 지역의 습윤 저지대 숲이다.

## 아종
2종의 아종이 알려져 있다.
- P. a. aubinnii
- P. a. salae